# Cinclus cinclus
El mirlo acuático europeo (Cinclus cinclus) es una especie de ave paseriforme de la familia Cinclidae (mirlos acuáticos), propia de ríos y arroyos de Eurasia y el noroeste de África.

## Descripción
Habitualmente viven en las orillas de ríos rápidos de montaña, aunque se pueden encontrar individuos erráticos en lagunas de montaña. Su preferencia por las aguas no contaminadas lo ha convertido en un bioindicador de la pureza de un río. Su plumaje es pardo oscuro con el pecho blanco. Su párpado blanco es muy visible cuando parpadea. Tamaño: unos 18 cm de altura y 30 de envergadura. No hay diferenciación sexual. 
Se sumerge en un promedio de tres segundos. Su sangre puede portar más oxígeno que la de otros paseriformes, lo que les permite permanecer bajo el agua hasta treinta segundos, aunque por norma general no excede de los diez o veinte segundos. Sus adaptaciones le permite sumergirse y caminar por el fondo del río para alimentarse de insectos, ayudándose con un pequeño aleteo si la corriente es fuerte. Encuentra los insectos volteando los guijarros del lecho del río.

## Alimentación
Su alimentación es casi exclusivamente a base de insectos.

## Reproducción

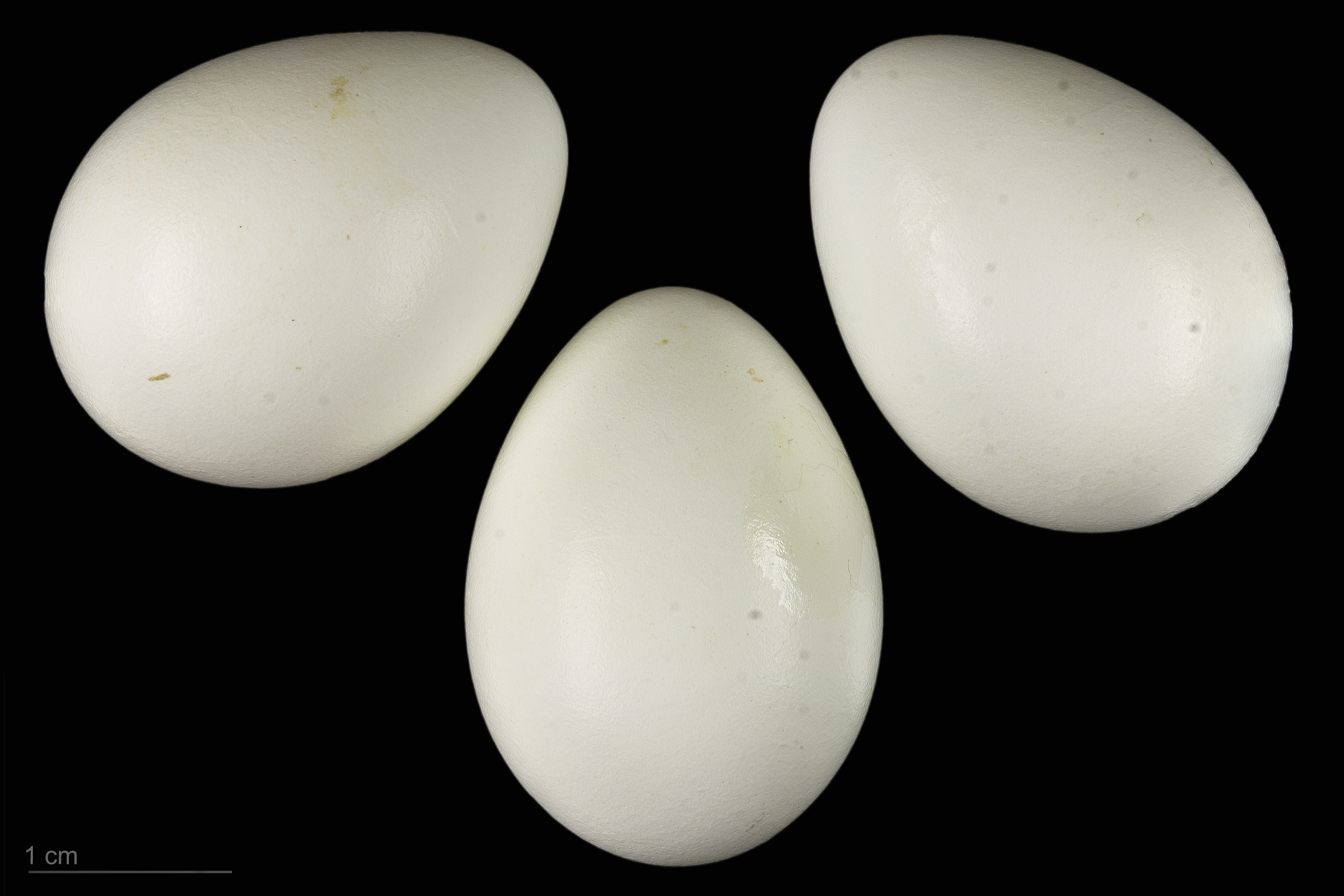
Cinclus cinclus - MHNT

Anida cerca del agua, nunca a grandes alturas, en árboles, puentes y grietas. El período de cría tiene lugar de febrero a julio con puestas que varían entre los 4 y los 6 huevos, blancos y de unos 26 × 18 milímetros, que son incubados únicamente por la hembra. Los pollos eclosionan a los quince días de la puesta, y son cebados por ambos adultos durante aproximadamente un mes, hasta que abandonan el nido. Es habitual que la misma pareja realice dos puestas en la misma primavera, aunque la segunda con únicamente 3 o 4 huevos.